# 萨雷苏湖
萨雷苏湖（意为“黄色的水”）是阿塞拜疆最大的湖泊，其水域横跨伊米什利區和薩比拉巴德區庫拉-阿拉斯低地。

## 概述
萨雷苏湖沿庫拉河从伊米什利區流向薩比拉巴德區全长22 km（14 mi）。它是该地区现有的四个湖泊之一。湖中的水为淡水。该湖通过阿格湖流经一条运河——其中也汇入了地下水和雨水——最终流入了库拉河。而库拉河的水位由位于穆拉德贝利的一个水闸调节。
该湖泊与北部的住宅区被一条高速公路隔开，这使它免受潜在的污染——湖的南部过去曾因陆上进行石油开采而使水域有所污染。
萨雷苏湖的周围主要由湿地和沼泽组成。总面积为65.7平方（25.4平方英里）。

## 自然灾害
河流有时候会泛滥成灾。1976年，库拉河水位暴涨，萨雷苏湖湖面的面积扩大了3-5倍。而在2010年5月，大洪水袭击了该地区。暴雨导致库拉河水位增长了12厘米，进而导致了萨雷苏湖水位暴增了20厘米。2010年5月24日，大坝决堤，被南面湖水、北面库拉河环绕的穆拉德贝利村完全被洪水淹没。

## 外部連結
- Satellite image of Sarysu from Wikimapia （页面存档备份，存于）